# Nemoraea paulla
Nemoraea paulla là một loài ruồi trong họ Tachinidae.